# Господин Чолаков
Господин Чолаков е български военен и спортен деец.

## Биография
Роден е на 5 април 1938 г. в Сливен, България. Учи във ВИФ „Георги Димитров“, след което работи като учител в Сливен. През 1970 Чолаков е назначен за началник на отдел „Индивидуални спортове“ на ЦСКА, а през 1979 година е повишен в първи заместник-началник на клуба. През 1985 получава званието полковник.
От 1986 е началник на ЦСКА. Времето, когато е начело на клуба, е най-успешният период на ЦСКА и на българския спорт като цяло. На летните олимпийски игри в Сеул през 1988 г. спортистите на ЦСКА печелят повече медали и точки от Франция, Англия и Белгия.
През 1992 г. полк. Господин Чолаков е принудително пенсиониран.
Господин Чолаков умира на 18 ноември 2014 г. в дома си в София, България от инфаркт.